# Saison WNBA 2003
Navigation
Saison 2002 Saison 2004
La saison WNBA 2003 est la 7e saison de la WNBA. La saison régulière se déroule du 22 mai 2003 au 25 août 2003. Les playoffs commencent le 28 août 2003 et se terminent le 16 septembre 2003, avec le dernier match des finales WNBA remporté par le Shock de Détroit aux dépens des Sparks de Los Angeles 2 manches à 1.
Le Shock remporte son premier titre de champion WNBA.

## Faits notables
- Le All-Star Game 2003 se déroule au Madison Square Garden à New York. Les All-Stars de l'Ouest l'emporten sur les All-Stars de l'Est 84-75. Nikki Teasley est élue MVP.
- Le premier choix de la draft, qui se tient le 24 avril 2003, est LaToya Thomas, sélectionnée par les Rockers de Cleveland. Une draft de dispersion est également organisée afin de répartir les joueuses issues du Sol de Miami et du Fire de Portland, équipes disparues, dans les autres franchises WNBA.
- Pour la première fois dans l'histoire de la WNBA, des franchises font faillite et d'autres sont délocalisées. Ainsi, deux équipes disparaissent : le Sol de Miami et le Fire de Portland et deux franchises sont délocalisées dans de nouvelles villes et changent de nom : le Miracle d'Orlando s'installe à Uncasville (Connecticut) et devient le Sun du Connecticut et les Starzz de l'Utah s'installent à San Antonio (Texas) et deviennent les Silver Stars de San Antonio.

## Classement de la saison régulière

### Par conférence
V = victoires, D = défaites, PCT = pourcentage de victoires, GB = retard (en nombre de matchs)
| Équipe                | V  | D  | PCT. | GB |
| --------------------- | -- | -- | ---- | -- |
| Shock de Détroit      | 25 | 9  | 73,5 | -  |
| Sting de Charlotte    | 18 | 16 | 52,9 | 7  |
| Sun du Connecticut    | 18 | 16 | 52,9 | 7  |
| Rockers de Cleveland  | 17 | 17 | 50,0 | 8  |
| Fever de l'Indiana    | 16 | 18 | 47,1 | 9  |
| Liberty de New York   | 16 | 18 | 47,1 | 9  |
| Mystics de Washington | 9  | 25 | 26,5 | 16 |

| Équipe                      | V  | D  | PCT. | GB |
| --------------------------- | -- | -- | ---- | -- |
| Sparks de Los Angeles       | 24 | 10 | 70,6 | -  |
| Comets de Houston           | 20 | 14 | 58,8 | 4  |
| Monarchs de Sacramento      | 19 | 15 | 55,9 | 5  |
| Lynx du Minnesota           | 18 | 16 | 52,9 | 6  |
| Storm de Seattle            | 18 | 16 | 52,9 | 6  |
| Silver Stars de San Antonio | 12 | 22 | 35,3 | 12 |
| Mercury de Phoenix          | 8  | 26 | 23,5 | 16 |

| Qualifié pour les playoffs |

## Playoffs
|  | Premier tour     | Premier tour           | Premier tour |                        |   | Finales de Conférence | Finales de Conférence | Finales de Conférence |  |  | Finales WNBA | Finales WNBA     | Finales WNBA |
|  |                  |                        |              |                        |   |                       |                       |                       |  |  |              |                  |              |
|  | 1                | Shock de Détroit       | 2            |                        |   |                       |                       |                       |  |  |              |                  |              |
|  | 4                | Rockers de Cleveland   | 1            |                        |   |                       |                       |                       |  |  |              |                  |              |
|  | 4                | Rockers de Cleveland   | 1            |                        | 1 | Shock de Détroit      | 2                     |                       |  |  |              |                  |              |
|  | Conférence Est   |                        |              |                        | 1 | Shock de Détroit      | 2                     |                       |  |  |              |                  |              |
|  |                  |                        | 3            | Sun du Connecticut     | 0 |                       |                       |                       |  |  |              |                  |              |
|  | 2                | Sting de Charlotte     | 3            | Sun du Connecticut     | 0 | 0                     |                       |                       |  |  |              |                  |              |
|  | 2                | Sting de Charlotte     |              |                        |   | 0                     |                       |                       |  |  |              |                  |              |
|  | 3                | Sun du Connecticut     | 2            |                        |   |                       |                       |                       |  |  |              |                  |              |
|  |                  |                        |              |                        |   |                       |                       |                       |  |  | E1           | Shock de Détroit | 2            |
|  |                  |                        | O1           | Sparks de Los Angeles  | 1 |                       |                       |                       |  |  |              |                  |              |
|  | 1                | Sparks de Los Angeles  | 2            |                        |   |                       |                       |                       |  |  |              |                  |              |
|  | 4                | Lynx du Minnesota      | 1            |                        |   |                       |                       |                       |  |  |              |                  |              |
|  | 4                | Lynx du Minnesota      | 1            |                        | 1 | Sparks de Los Angeles | 2                     |                       |  |  |              |                  |              |
|  | Conférence Ouest |                        |              |                        | 1 | Sparks de Los Angeles | 2                     |                       |  |  |              |                  |              |
|  |                  |                        | 3            | Monarchs de Sacramento | 1 |                       |                       |                       |  |  |              |                  |              |
|  | 2                | Comets de Houston      | 3            | Monarchs de Sacramento | 1 | 1                     |                       |                       |  |  |              |                  |              |
|  | 2                | Comets de Houston      |              |                        |   | 1                     |                       |                       |  |  |              |                  |              |
|  | 3                | Monarchs de Sacramento | 2            |                        |   |                       |                       |                       |  |  |              |                  |              |

## Leaders de la saison régulière

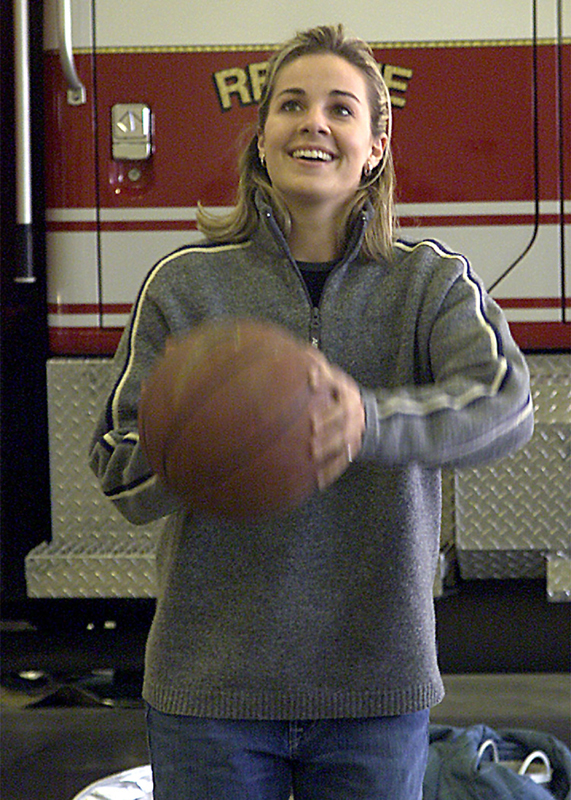
Becky Hammon, joueuse la plus adroite de la saison à trois points et aux lancers francs.

| Catégorie                  | Joueur             | Équipe                      | Statistiques |
| -------------------------- | ------------------ | --------------------------- | ------------ |
| Points par match           | Lauren Jackson     | Storm de Seattle            | 21,2         |
| Rebonds par match          | Chamique Holdsclaw | Mystics de Washington       | 10,9         |
| Passes décisives par match | Ticha Penicheiro   | Monarchs de Sacramento      | 6,7          |
| Interceptions par match    | Sheryl Swoopes     | Comets de Houston           | 2,5          |
| Contres par match          | Małgorzata Dydek   | Silver Stars de San Antonio | 2,9          |
| % aux tirs                 | Tamika Raymond     | Lynx du Minnesota           | 66,8 %       |
| % aux lancers francs       | Becky Hammon       | Liberty de New York         | 95,1 %       |
| % à 3 points               | Becky Hammon       | Liberty de New York         | 46,9 %       |

## Récompenses individuelles
| - Meilleure joueuse de la saison : - Meilleure joueuse des Finales : - Rookie de l'année : - Meilleure défenseure de la saison : - Meilleure progression : - Entraîneur de l'année : - Trophée Kim Perrot de la sportivité : | Lauren Jackson (Storm de Seattle) Ruth Riley (Shock de Détroit) Cheryl Ford (Shock de Détroit) Sheryl Swoopes (Comets de Houston) Michelle Snow (Comets de Houston) Bill Laimbeer (Shock de Détroit) Edna Campbell (Monarchs de Sacramento) |

| - All-WNBA First Team : G Katie Smith (Lynx du Minnesota) F Tamika Catchings (Fever de l'Indiana) C Lisa Leslie (Sparks de Los Angeles) C Lauren Jackson (Storm de Seattle) G Sue Bird (Storm de Seattle) | - All-WNBA Second Team : F Sheryl Swoopes (Comets de Houston) F Swin Cash (Storm de Seattle) C Cheryl Ford (Shock de Détroit) G Nikki Teasley (Sparks de Los Angeles) G Deanna Nolan (Shock de Détroit) |